# Hypolimnas inopinata
Hypolimnas inopinata är en fjärilsart som beskrevs av Waterhouse 1920. Hypolimnas inopinata ingår i släktet Hypolimnas och familjen praktfjärilar. Inga underarter finns listade i Catalogue of Life.